# Немшка Лока
Немшка Лока (словен. Nemška Loka) — поселення в общині Кочев'є, регіон Південно-Східна Словенія, Словенія. Висота над рівнем моря: 466,7 м.